# 百花のしるし
『百花のしるし』（ひゃっかのしるし）はカネコマサルによる日本の漫画。アスキー・メディアワークスの『電撃大王ジェネシス』にて連載された。町の神の百花とアキラとミズキ が、町を護るために厄を祓いながら暗躍する様子を、コミカルかつシュールに描くストーリー漫画。

## 登場人物
百花（ひゃっか）
物語の主人公、町の神。彩咲町と彩咲町の住人を護ることが目的。幼い容姿だが不思議な力を持つ。人の願いを叶えると髪に咲いている花が開き、力が増していく。WARABIの木を依代としており、WARABIの手伝いもすることもある。
アキラ
町を護ることへのやる気はあまり無いが、断れない性格。
ミズキ
芹沢ミズキ、アキラの幼馴染みの女の子、天然系、可愛いものが大好きで百花のことを可愛がっている。
蒼水（あおみ）
蒼水原の神。お酒が好き。水を操る力を持つ。蒼水原が出来た時からずっと蒼水原を護ってきた。
蛇
蒼水原の蛇、蒼水の使いの者。蒼水原と蒼水への想いの強さの余り暴走してしまう。
アキラの父
WARABIの店長、若干ノリが軽い。
茅（ちがや）
WARABIのアルバイト店員のウェイトレス。
枯緑（ころく）
町の神。百花とは違い、人の不安を実現させて彩咲町を衰退させることが目的。

## 地名・建物の名前
彩咲町（あやさきちょう）
作品の舞台、ひと月ほど前に町名が決定されたばかりの言わば生まれたての小さな町。
LUNCH&COFFEE WARABI
アキラの父が経営する喫茶店、店内からも伸びている大きな木が特徴。百花が最後の仕上げをするフルーツパフェ「神様パフェ」がイチオシメニュー。
蒼水原（あおみはら）
合併して彩咲町の一部となった地。
越中興業
町の建設会社、彩咲町のショッピングセンターを

## 書誌情報
- カネコマサル『百花のしるし』 アスキー・メディアワークス〈電撃コミックス〉、全1巻 
  1. 2012年11月27日発売、ISBN 978-4-0489-1194-8

装丁は朝倉哲也。